# Théâtre des Cérémonies
Il Théâtre des Cérémonies (Teatro delle Cerimonie) fu uno stadio temporaneo costruito ad Albertville, in Francia, nel 1992 per ospitare le cerimonie di apertura e chiusura delle olimpiadi invernali. Totalmente realizzato in materiali prefabbricati, fu smontato subito dopo la fine dei giochi. Alcune porzioni della struttura vennero poi reimpiegate alle olimpiadi estive di Barcellona. A quel tempo era la più grande struttura prefabbricata esistente al mondo.